# Grænseovergang
Grænseovergange er steder, hvor man kan passere grænsen mellem to lande. Inden for Schengen-området er begrebet lidt udstrakt, idet man kan ikke skal krydse grænsen mellem to Schengen-lande ved en grænseovergang. Her mener man med grænseovergang som regel et sted, hvor biler kan passere, fx motorvejsgrænseovergang Ellund mellem Danmark og Tyskland, der ligger på E45 og blot er markeret med et skilt.
Uden for Schengen vil en grænseovergange som regel være ledsagede af paskontrol, og i nogle tilfælde ransagninger af biler, visiteringer eller lignende.
En grænseovergang behøver ikke at ligge mellem to lande, men kan godt ligge i en lufthavn, selvom den ligger langt fra nærmeste grænse.
Toldkontrol vil ofte finde sted ved en grænseovergang. Mange lande i verden har et specielt politi, der står for dette (fx U.S. Customs and Border Protection).